# Chaszarchota
Chaszarchota (ros. Хашархота) – wieś w Rosji, w Dagestanie, w rejonie cuntyńskim. W 2010 liczyła 508 mieszkańców, głównie Awarów.